# Avvakum protopópa

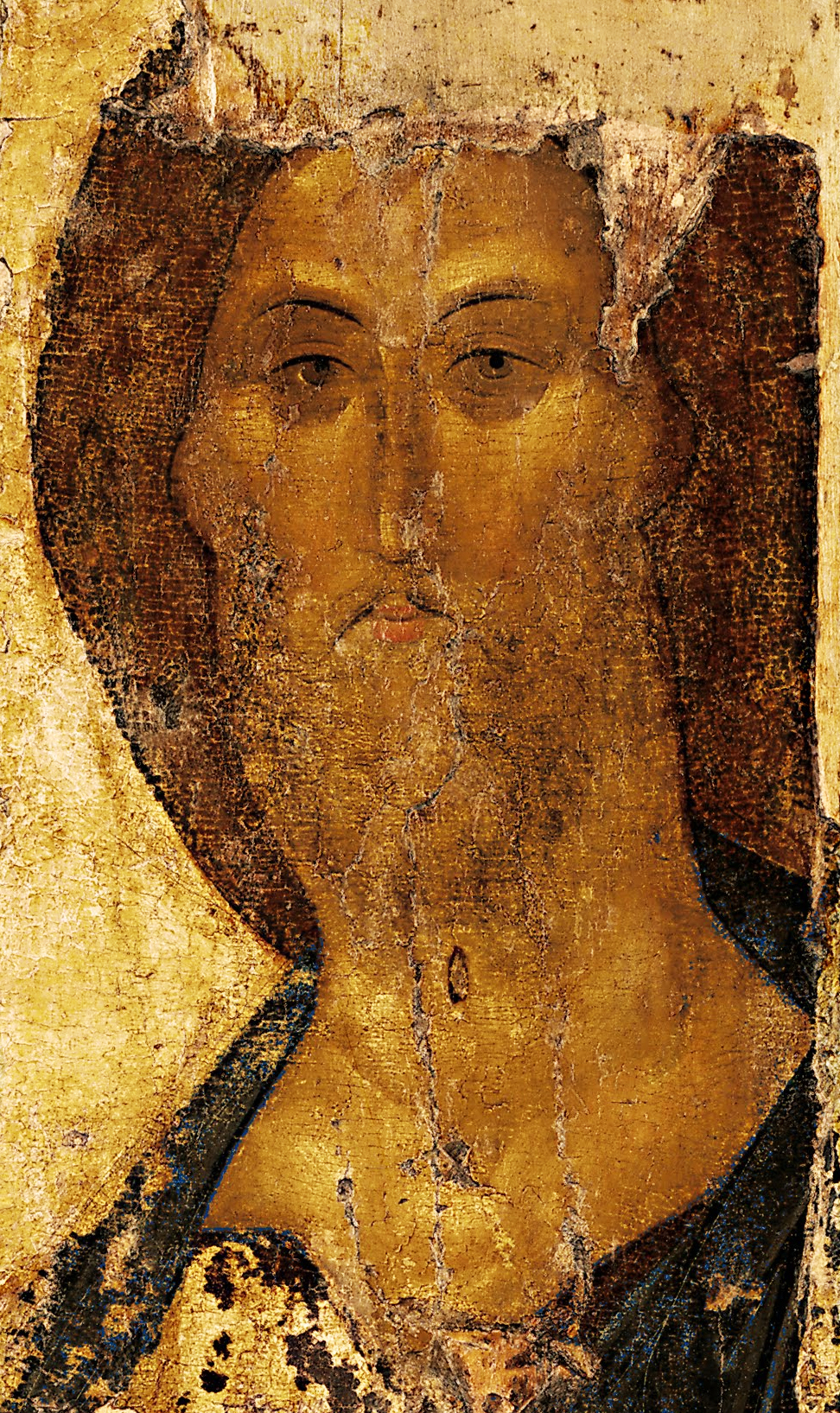
Andrej Rubljov: Megváltó

Avvakum Petrovics protopópa, Аввакум Петрович протопоп (Grigorovo, Oroszország, 1620. (1621?) – Pusztozerszk, 1682. április 14.); orosz pap, vallási vezető, író.
Dionüszosszal szólva, az igazságról: az igazság megtagadása egyenlő a megsemmisüléssel, mert az igazság létező valóság. Ha pedig az igazság valóság, akkor az igazság elutasítása nem más, mint a valóság tagadása. A létező valóságból pedig nem maradhat ki az isten, mert ami nem létezik, az nincsen.
Az orosz fanatizmus első klasszikus alakja, küldetéstudatához és gondolkodásmódjához erős dogmatizmus társult. Egyszerre volt demokrata és konzervatív. Avvakumot és követőit raszkolnyikoknak, vagyis szakadároknak nevezték a reformerek, ő viszont emezeket eretnekeknek.

## Életpályája
Apja is pap volt, őt 1644-ben szentelték pappá. 1652-ben Moszkvába került. Szembehelyezkedett Nyikon pátriárkával azzal, hogy az óhitűek (raszkolnyikok) élére állt. Az egyházi reformok ellen lépett fel, a nyugatiasodástól féltette a társadalmat. A pátriárka reformer lévén Avvakumot száműzette. 1664-ben Alekszej cár megpróbálta maga mellé állítani az akkor már népszerű protopópát, de ő hajthatatlannak bizonyult. 1666-ban kiátkozták és újra száműzték. Tizenöt évet töltött föld alatti börtönben, de nem tört meg. Írni kezdett. Írásait hívei terjesztették. 1682-ben szörnyű kínzások után máglyára küldték.
Hitmagyarázatok és prédikációk mellett 1672–1673-ban megírta élete történetét (Avvakum protopópa önéletírása, Magyar Helikon 1971. – Житие протопопа Аввакума, им самим написанное), mely hű képet fest a 17. századi orosz valóságról. A mű igazi irodalmi értékét a kötelező egyházi szláv nyelv helyett használt szenvedélyes, népies élő nyelve, drámai ereje, szubjektív, szenvedélyes elfogultsága adja.

## Magyarul
- Avvakum protopópa önéletírása / Jepifanyij szerzetes önéletírása; ford., jegyz. Juhász József, utószó Török Endre; Magyar Helikon–Európa, Bp., 1971
- Avvakum protopópa önéletírása / Jepifanyij szerzetes önéletírása; ford., jegyz. Juhász József, bev. Török Endre; Kriterion, Bukarest, 1979 (Téka)